# La trampa humana (Star Trek: La serie original)
"La trampa humana" (en idioma original, The Man Trap) es el primer episodio de la primera temporada de Star Trek: La serie original. Originalmente se transmitió el 8 de septiembre de 1966, y fue el primer episodio en ser exhibido por la NBC. Es el episodio número 1 por difusión de toda la serie y el 6 de producción, y fue escrito por George Clayton Johnson y dirigido por Marc Daniels.
Aunque fue el primer episodio transmitido, no fue el primero en ser producido (el piloto "Un lugar jamás visitado por el hombre" y varios episodios regulares habían sido producidos antes de este). La línea de tiempo oficial actual considera a "Un lugar jamás visitado por el hombre" como habiendo ocurrido primero.
Una criatura capaz de crear ilusiones y de cambiar de forma, y que se alimenta de sal aterroriza a la tripulación de la USS Enterprise.

## Trama
Fecha estelar 1513.1: La USS Enterprise arriba al planeta M-113 para la realización de exámenes médicos de rutina del arqueólogo Profesor Robert Carter y su esposa Nancy. El primer oficial Sr. Spock es dejado temporalmente al mando. Kirk, McCoy y el tripulante Darnell se teletransportan al planeta y Kirk molesta a McCoy acerca de la relación de hace 10 años entre el doctor y Nancy. Nancy se aproxima y cada uno de los tres hombres la ve en forma diferente: McCoy la ve como era hace diez años, Kirk la ve de aspecto maduro, y Darnell ve a una mujer totalmente diferente, más joven y atractiva. Kirk envía al asombrado Darnell fuera y cuando Nancy sale a buscar a su esposo, ella hace que Darnell la siga.
El profesor Crater llega y no parece feliz de verlos, les dice que él y su esposa no necesitan un examen médico. Pero luego él agrega que está contento de ver a McCoy como un amigo de su más social esposa. Nancy aparece, insistiendo en forma nerviosa que repongan su provisión de tabletas de sal. Kirk le ordena a Crater que se someta al examen médico pero antes de que McCoy pueda hacerlo ellos escuchan un grito que proviene de afuera. Ellos salen para encontrar a Darnell muerto con un moteado rojo en forma de anillo sobre su cara. Una raíz se encuentra en su boca y Nancy aparece, diciendo que ella vio a Darnell probar la planta y que ella no lo pudo detener. Kirk no cree que un experimentado tripulante haría eso con una planta desconocida. Kirk hace que el cuerpo de Darnell sea teletransportado a bordo de la nave.
Spock analiza la planta, llamada Borgia (llamada así por Lucrezia Borgia, una conocida envenenadora) y confirma el registro que muestra que es venenosa, pero la piel moteada no es un síntoma usual. McCoy conduce un examen inicial pero no puede encontrar ninguna causa de la muerte, ya sea por envenenamiento o por otra causa. Kirk y McCoy comparan sus observaciones acerca de Nancy y McCoy admite que podría estar viéndola como él se la imaginaba diez años atrás.
Kirk decide permanecer para investigar la muerte de Darnell. McCoy junto con Spock finalmente determinan que toda la sal del cuerpo de Darnell fue extraída. Spock agrega que él murió de forma casi instantánea. Kirk se teletransporta de regreso al planeta junto con McCoy y dos tripulantes, Green y Sturgeon. Ellos se separan pero Crater se aleja y llama a Nancy diciendo que él tiene sal. Kirk y McCoy encuentran el cuerpo de Sturgeon sin darse cuenta de que Nancy está cerca sobre el cuerpo de Green. Ambos cuerpos tienen el mismo patrón de anillos rojos sobre sus caras. Ella se detiene y cambia su forma en un duplicado de Green. Ella se reúne con Kirk y McCoy, en la forma de Green, y se teletransportan de regreso a la nave para conducir una búsqueda desde órbita.
"Green" recorre los salones y choca con Rand, quien está llevando una bandeja de comida a Sulu, que se encuentra en su habitación. "Green" es atraído por la sal y la sigue, pero las plantas reaccionan en forma adversa a su presencia. Él la deja y se encuentra con Uhura, allí toma la forma de un atractivo tripulante sacado de la memoria de ella. Rand y Sulu llegan y Uhura es llamada al puente.
En su habitación, McCoy está tratando de quedarse dormido. Kirk le recuerda su remedio para el sueño que alguna vez McCoy le dio. Spock confirma que los sensores sólo muestran a Crater en la superficie del planeta, y él y Kirk bajan para capturar al profesor. "Nancy" asume una forma de mujer y va a la habitación de McCoy. Cerca, Sulu y Rand encuentra a un tripulante muerto con el mismo patrón rojo de las anteriores víctimas.
McCoy ya se encuentra dormido cuando una alerta general suena y "Nancy" toma su forma y va al puente. En M-113, Kirk y Spock encuentran el cuerpo de Green y se dan cuenta de que un impostor se encuentra a bordo. Ellos encuentran a Crater, quien trata de atemorizarlos con los disparos de un fáser. Ellos lo flanquean y lo aturden, allí el confundido Crater les revela que su esposa murió años atrás, asesinada por la criatura. Crater divaga diciendo que la criatura aún se aparece ante él como su esposa por cariño hacia él. Él agrega que es como el búfalo de la Tierra, la última de su clase y que le ayuda a sobrevivir. Kirk inmediatamente se comunica con la nave informándole que "Es definitivo Sr. Sulu, el intruso puede asumir cualquier forma, tripulante, yo, usted, cualquiera, ¿me comprende?" Sulu dice que sí, y Kirk le ordena "Vayan a Alerta General 4". Cuando se van a teletransportar a la Enterprise, un frustrado Kirk reprende al profesor "¡Su criatura está matando a mi gente!"
Con Crater, Kirk llama a una reunión. McCoy y Spock se unen a ellos, pero ellos no saben que McCoy no es McCoy. "McCoy" sugiere que deberían tratar con la criatura en forma pacífica y Crater la reconoce por lo que es realmente. Kirk prefiere eliminar a la criatura e insiste en que Crater los ayude a identificarla. Al rehusarse, Kirk le ordena a McCoy que le administre un suero de la verdad. Ellos se dirigen a la enfermería y un sospechoso Spock insiste en ir con ellos. La alerta suena y Kirk llega a la enfermería para encontrar herido a Spock. Crater está muerto, asesinado por la cada vez más desesperada criatura. Afortunadamente para Spock, su sangre vulcana lo hace inmune a los ataques de la criatura.
De regreso a su forma de "Nancy", la criatura regresa a la habitación de McCoy y le pide ayuda. Kirk llega con un fáser y un puñado de sal y trata de que la criatura lo ataque. McCoy se rehúsa a creer que Nancy es falsa y se interpone de tal forma que la criatura puede atacar a Kirk. Lo hipnotiza y comienza a alimentarse de él mientras McCoy sostiene el fáser sin saber que hacer. Spock llega y trata de usar su fuerza superior contra la criatura, pero ésta es más fuerte que Spock. McCoy se da cuenta de que la criatura no es su "Nancy" y, con su fáser, le dispara. La criatura se revierte a su verdadera apariencia extraterrestre y McCoy continúa disparando hasta que finalmente la mata, salvando a Kirk.

## Remasterización del aniversario de los 40 años
Este episodio fue remasterizado y transmitido el 29 de septiembre de 2007 como parte de la remasterización de la Serie Original. Fue precedido una semana antes por la versión remasterizada de La conciencia del rey y seguida una semana más tarde por la versión remasterizada ¿De qué están hechas las niñas pequeñas?.
Además de la remasterización del video y del audio, y todas las animaciones computarizadas de la USS Enterprise que es lo normal para todas las revisiones, los cambios específicos incluyen una apariencia más realista del planeta M-113 y un acabado mate de la pintura con un mayor detalle dada a las estructuras y ruinas y el paisaje que reemplazaron a la vista original de la superficie del planeta.

## Producción
En el libro Inside Star Trek The Real Story (Adentro de la real historia de Star Trek), el productor Robert Justman recuerda sentir que "Horas desesperadas" habría hecho más fácil para los telespectadores comprender a los personajes. Él sospecha que la NBC escogió "La Trampa Humana" ya que era "más terrorífica y explotable que las otras". Sin embargo Justman concordó más tarde con la decisión de la NBC.

## Recepción
El columnista del Daily Variety Jack Hellman le dio al episodio una crítica desfavorable, diciendo, "La falta de un elenco significativo no logra popularizarla. Se mueven con precisión de director con apenas suficiente violencia para proporcionar excitación".
Zack Handlen del The A.V. Club fue más favorable y le dio al episodio una calificación de 'A-', describiendo el episodio como "muy bien hecho" con una trama que es oscura y ambigua.